# خط تطوير عقار
العقاقير قيد التطوير  أو خط العقاقير قيد التطوير أو خط تطوير عقار (بالإنجليزية: Drug pipeline)‏ هو مجموعة العقاقير المرشحة التي تملكها شركة صيدلية مفردة أو الصناعة الصيدلية بالكامل قيد الاكتشاف أو التطوير في أي وقت معين. يُحصر مفهوم خط تطوير العقار أحيانا في صنف دوائي معين أو يمتد ليعني عملية اكتشاف الأدوية وتطويرها (خط البحث والتطوير The R&D pipeline). يشمل خط التطوير مراحل عديدة يمكن أن تُلخص في أربع أطوار: الاكتشاف، قبل التجارب سريرية، التجارب السريرية، والتسويق (أو ما بعد الاعتماد). عادة ما تملك الشركات الصيدلية العديد من المركبات في خطوط إنتاجها.
خط تطوير العقار مؤشر مهم على قيمة الشركة وآفاقها المستقبلية، وعادة كلما احتوى خط الإنتاج على مركبات أكثر وكانت في مراحل متقدمة، كان ذلك أفضل للشركة. العوامل الأخرى التي تؤخذ في الحسبان عند تقييم قيمة خط تطوير عقار هي: حجم السوق المستهدف لكل عقار، والحصة السوقية التي يُتوقع أن يأخذها العقار، وخطر واحتمال عدم المصادقة عليه.
تكلفة تطوير عقار جديد كبيرة جدا، وعادة ما يكلف تطوير الدواء مئات الملايين ويمكن أن يصل إلى مليار دولار على مدى 15-17 سنة. تقييم هذا الخطر والتخلي عن المركبات التي قد لا تُعتمد في النهائية في أبكر مرحلة ممكنة هو أمر أساسي حاسم في صناعة الأدوية ويتم عبر مراقبة فعالية الدواء وكذلك احتمالية حوادث التسمم (التنبؤ بالأثر الضائر).